# Клейтон Фаїлла
Клейтон Фаїлла (мальт. Clayton Failla, нар. 8 січня 1986, Заббар) — мальтійський футболіст, захисник клубу «Гіберніанс».
Виступав, зокрема, за клуби «Сент Патрик», «Гіберніанс» та «Сліма Вондерерс», а також національну збірну Мальти.

## Клубна кар'єра
У дорослому футболі дебютував 2004 року виступами за команду клубу «Сент Патрик», в якій провів один сезон, взявши участь у 33 матчах чемпіонату. Більшість часу, проведеного у складі У складі, був основним гравцем захисту команди.
Своєю грою за цю команду привернув увагу представників тренерського штабу клубу «Гіберніанс», до складу якого приєднався 2005 року. Відіграв за клуб наступні чотири сезони своєї ігрової кар'єри. Граючи у складі «Гіберніанс» також здебільшого виходив на поле в основному складі команди.
У 2009 році уклав контракт з клубом «Сліма Вондерерс», у складі якого провів наступні два роки своєї кар'єри гравця.
До складу клубу «Гіберніанс» знову приєднався 2011 року. Відтоді встиг відіграти за мальтійський клуб 116 матчів в національному чемпіонаті.

## Виступи за збірну
У 2008 році дебютував в офіційних матчах у складі національної збірної Мальти. Наразі провів у формі головної команди країни 42 матчі, забивши 2 голи.

## Титули і досягнення
- Чемпіон Мальти (3):

«Гіберніанс»: 2008-09, 2014-15, 2016-17
- Володар Кубка Мальти (4):

«Гіберніанс»: 2005-06, 2006-07, 2011-12, 2012-13
- Володар Суперкубка Мальти (3):

«Гіберніанс»: 2007, 2009, 2015
- Футболіст року на Мальті: 2008-09, 2011-12